# Teuffenthal
Pour l’article ayant un titre homophone, voir Teufenthal.
Teuffenthal est une commune suisse du canton de Berne, située dans l'arrondissement administratif de Thoune.